# Жолкурылыс
Жолкурылыс (каз. Жолқұрылысы) — село в Тарбагатайском районе Восточно-Казахстанской области Казахстана. Входит в состав Карасуского сельского округа. Код КАТО — 635847400.

## Население
В 1999 году население села составляло 86 человек (44 мужчины и 42 женщины). По данным переписи 2009 года, в селе проживал 81 человек (42 мужчины и 39 женщин).